# Otiothops whitticki
Espèce
Otiothops whitticki est une espèce d'araignées aranéomorphes de la famille des Palpimanidae.

## Distribution
Cette espèce est endémique du Guyana.

## Description
Le mâle décrit par Platnick en 1975 mesure 4,45 mm et la femelle 5,51 mm.

## Publication originale
- Mello-Leitão, 1940 : Spiders of the Guiana forest collected by O. W. Richards. Arquivos de Zoologia do Estado de Sao Paulo, vol. 2, p. 175-197.